# Time Team

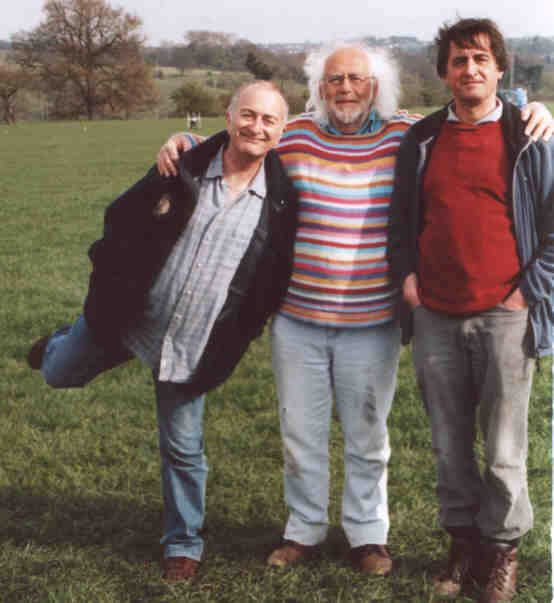
De izquierda a derecha: Tony Robinson, Mick Aston y Guy de la Bédoyère en el 2007.

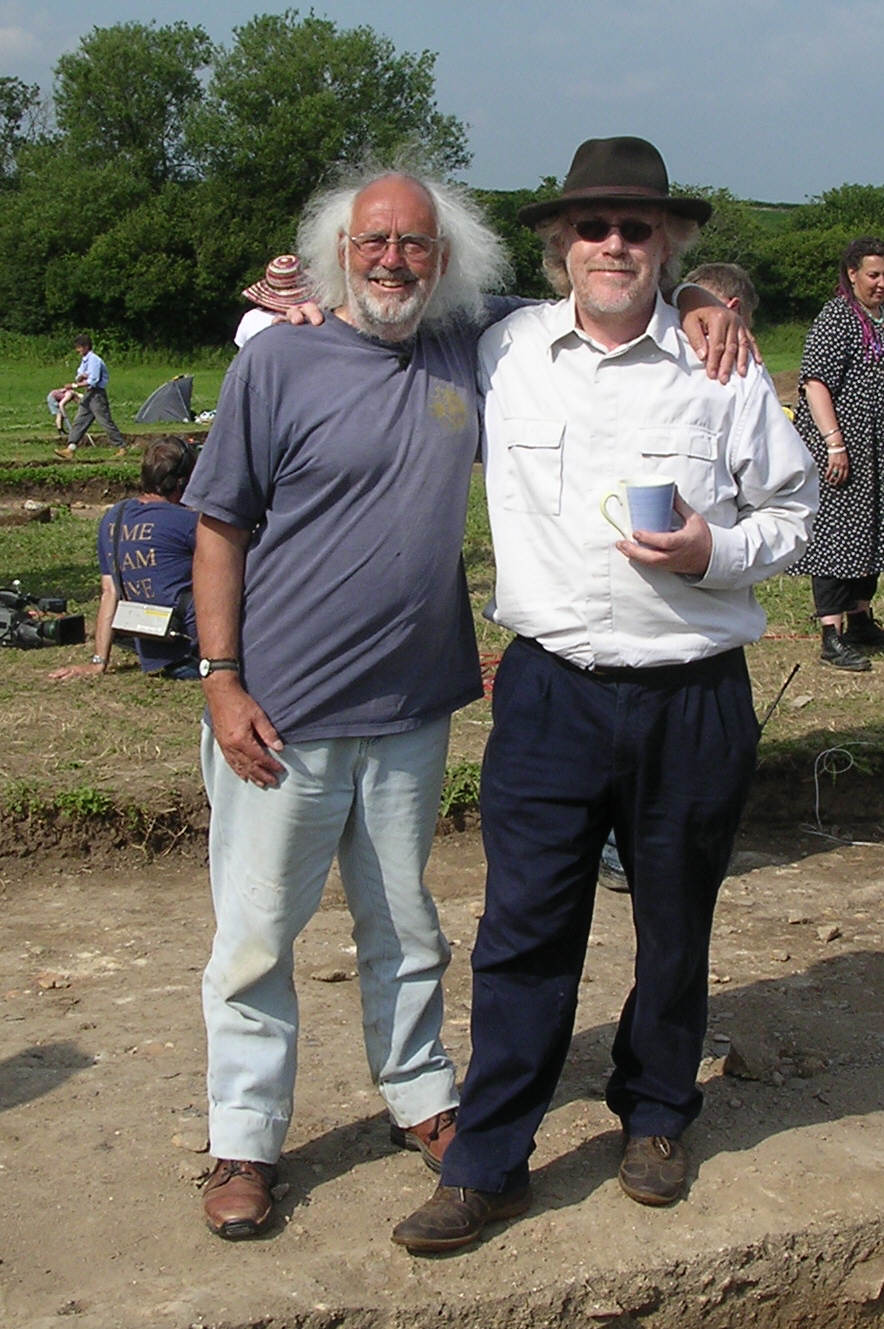
Aston con el productor Tim Taylor en el 2005.

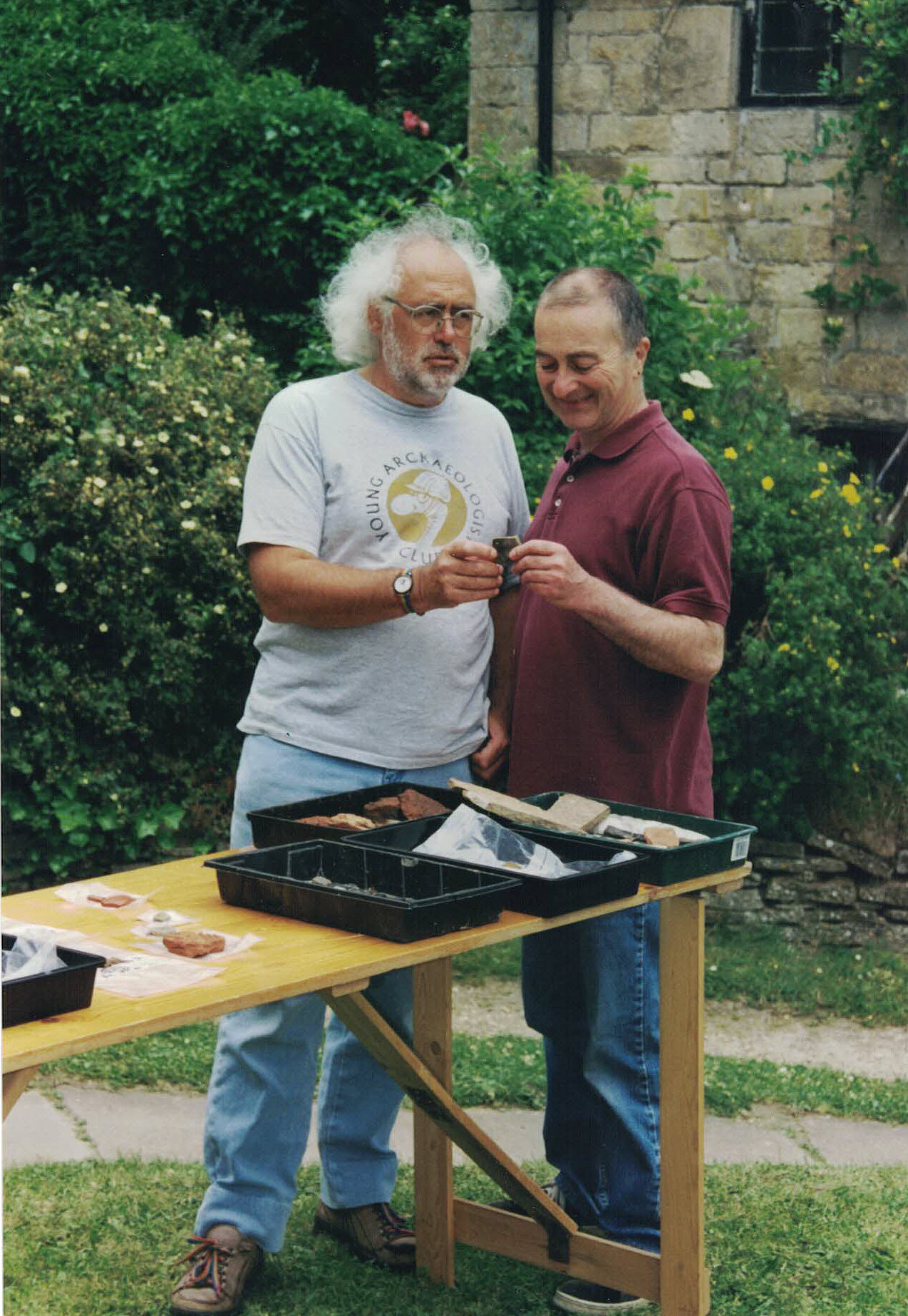
Aston y Robinson, rodaje de la temporada 8 de Time Team en Waltham Fields, Whittington, Gloucestershire, Inglaterra, en el año 2000, que se transmitió en el 2001.

Time Team es un programa de televisión británico que se emitió originalmente por Channel 4 del 16 de enero de 1994 al 7 de septiembre de 2014. En el 2022, regresó en las plataformas en línea YouTube y Patreon. El programa fue creado por el productor de televisión Tim Taylor y es presentado por el actor Tony Robinson. Cada episodio presenta a un equipo de especialistas que llevan a cabo una excavación arqueológica durante un período de tres días, mientras Robinson explica el proceso en términos sencillos. El equipo de especialistas ha ido cambiando a lo largo del período de emisión del programa, aunque siempre han participado arqueólogos profesionales, tales como Mick Aston, Carenza Lewis, Francis Pryor y Phil Harding. Los sitios de las excavaciones arqueológicas abarcan desde el período del Paleolítico hasta la Segunda Guerra Mundial.
En octubre de 2012, Channel 4 anunció que la temporada final se emitiría en el 2013. La temporada 20 se emitió de enero a marzo de 2013 y, además, se proyectaron nueve episodios especiales entre mayo de 2013 y septiembre de 2014. En mayo de 2021, Taylor anunció el regreso de la serie, con episodios gratuitos que se emitirían por YouTube. Los primeros episodios del reestreno del programa comenzaron a aparecer en YouTube en el 2022.

## Formato
Al principio del programa y en una toma inicial en la que mira directamente a la cámara, Tony Robinson explica los motivos de la visita por parte del equipo al yacimiento. Luego, durante la excavación, anima con entusiasmo a los arqueólogos a explicar sus decisiones, descubrimientos y conclusiones. Procura que todo sea comprensible para las personas que no tengan conocimientos de arqueología. A menudo, un miembro de la audiencia es quien sugiere el sitio de la visita. Durante un período de tres días, el equipo de Time Team deja al descubierto todo lo que sea posible acerca de la arqueología y la historia del yacimiento.
Las excavaciones no se llevan a cabo sólo para entretener a los espectadores. Según Robinson, los arqueólogos que participan en Time Team han publicado más artículos científicos acerca de las excavaciones realizadas en el programa que todos los departamentos de arqueología de las universidades del Reino Unido en el mismo período. Además, que ya para el 2013, el programa se había convertido en el mayor patrocinador de arqueología de campo en el país.

## Miembros del equipo
Por lo general, Mick Aston (hasta el 2012) o Francis Pryor dirigen a un equipo de arqueólogos, que incluyen al arqueólogo de campo Phil Harding y que se reúnen en un yacimiento, usualmente ubicado en Gran Bretaña. Pryor suele dirigir las excavaciones de la Edad del Bronce y la Edad del Hierro. El elenco original de Time Team—que databa de 1994—ha cambiado con los años. El historiador y archivista Robin Bush formó parte del elenco habitual durante las nueve primeras temporadas. Había estado involucrado con el programa desde el principio, gracias a su vieja amistad con Aston. El historiador de la arquitectura Beric Morley apareció en diez episodios entre 1995 y 2002. Más adelante, en el 2005, Carenza Lewis abandonó el programa para dedicarse a otros intereses. La sustituyó Helen Geake, especialista en la cultura anglosajona. El equipo habitual también incluía a: Stewart Ainsworth, investigador de la arqueología del paisaje; John Gater y Chris Gaffney, especialistas en prospección geofísica en arqueología; Henry Chapman, agrimensor, y Victor Ambrus, ilustrador.
El equipo se completaba con los expertos adecuados según el período y el tipo de yacimiento. Con frecuencia, el historiador Guy de la Bédoyère ha estado presente en las excavaciones de la época del Imperio Romano, así como también en aquellas relacionadas con temas de la Segunda Guerra Mundial, tales como el Día D y los aviones Spitfire. El historiador de la arquitectura Jonathan Foyle ha aparecido en episodios relacionados con excavaciones de haciendas o fincas campestres. Paul Blinkhorn (cerámica), Mark Corney (monedas), Carl Thorpe (cerámica) y Jackie McKinley (osamentas) han aparecido en varios episodios. Mick the dig  Worthington, quien apareció en las primeras temporadas en su papel de excavador, ha regresado en ocasiones para fungir como dendrocronólogo, tras lo cual recibió el apodo de Mick the twig.  A menudo (principalmente entre 1998 y 2005), la osteoarqueóloga Margaret Cox colaboraba con sus conocimientos de arqueología forense. Otros especialistas que aparecían de vez en cuando incluyeron a la historiadora Bettany Hughes; el arqueólogo Gustav Milne; Ben Robinson, especialista en la región del Este de Inglaterra; el historiador de la arquitectura Richard K. Morriss, y David S. Neal, experto en mosaicos romanos. También se sumaron historiadores locales.
En febrero de 2012, se anunció que Aston había abandonado el programa debido a cambios en el formato. Los cuestionados cambios incluían la contratación de la antropóloga Mary-Ann Ochota como copresentadora, los planes para prescindir de otros arqueólogos y lo que Aston pensaba que eran planes para cut down the informative stuff about the archaeology.  The time had come to leave. I never made any money out of it, but a lot of my soul went into it. I feel really, really angry about it,  le dijo a la revista British Archaeology.
En años posteriores, el equipo habitual incluyó al arqueólogo Neil Holbrook, la especialista en monedas romanas Philippa Walton y el historiador Sam Newton. Algunos de los miembros más jóvenes del equipo que aparecían de manera habitual son: Jenni Butterworth, Raksha Dave, Kerry Ely, Brigid Gallagher, Rob Hedge, Katie Hirst, Alex Langlands, Cassie Newland, Ian Powlesland, Alice Roberts, Faye Simpson, Barney Sloane, Tracey Smith y Matt Williams.

## Producción
Time Team se desarrolló a partir de Time Signs, un programa anterior de Channel 4 que se emitió por primera vez en 1991. Time Signs fue producido por Taylor y presentaba a Aston y Harding, que luego aparecieron en Time Team. Tras la cancelación de Time Signs, Taylor desarrolló un formato más atractivo. Así fue como produjo la idea de la serie Time Team, que Channel 4 también adquirió y de la cual emitió la primera temporada en 1994. A lo largo de su historia, Time Team ha contado con muchos programas complementarios, tales como Time Team Extra (1998), History Hunters (1998–1999) y Time Team Digs (2002). A la vez, se han publicado varios libros derivados. El programa cuenta con episodios especiales, los que a menudo son documentales acerca de historia o arqueología, además de episodios en directo. El programa se ha exportado a otros 35 países. Time Team America, una versión estadounidense del programa, se emitió por PBS en el 2009. 
El 13 de septiembre de 2007, durante el rodaje de la recreación de una justa medieval para un episodio especial de Time Team, una astilla de una lanza de madera de balsa atravesó la ranura para los ojos del casco de uno de los participantes para luego entrar en su cavidad ocular. Paul Anthony Allen, de 54 años, miembro de una sociedad de recreación, murió una semana después en el hospital. Channel 4 declaró que se emitiría el programa, pero sin mostrar la secuencia de recreación. El episodio, dedicado a Allen, se emitió el 25 de febrero de 2008.

## Cancelación
En el 2012, Aston anunció que abandonaba el programa tras criticar los cambios de formato que no ponían tanto énfasis en las actividades arqueológicas. Poco después, Channel 4 anunció que la temporada final de Time Team se emitiría en el 2013. Las cifras de audiencia habían ido disminuyendo: de 2.5 millones en el 2008 a 1.5 millones en noviembre de 2011. El programa Time Team habitual finalizó el 24 de marzo de 2013. Exactamente tres meses después, el 24 de junio de 2013, Aston falleció de manera inesperada.
En octubre de 2013, Robinson dijo en una entrevista con la revista Radio Times que, en su opinión, Time Team todavía tenía vida. Sugirió que podría regresar después de una ausencia de tres o cuatro años. También expresó su apoyo a una campaña en Facebook organizada por los fanáticos para reunir otra vez al equipo de Time Team y llevar a cabo una excavación en memoria de Aston. El último episodio especial de Time Team se emitió el 7 de septiembre de 2014.

## Reestreno
En diciembre de 2020, el productor Tim Taylor anunció que Time Team comenzaría a transmitir episodios por un canal de YouTube llamado Time Team Classics. Taylor también anunció el lanzamiento de la página de Time Team en Patreon, la cual les permitía a los fanáticos brindar su apoyo económico para así lograr el regreso del programa.  El 29 de enero de 2021, el proyecto superó su objetivo de 3,000 patrocinadores.
El 17 de mayo de 2021, Taylor anunció el regreso el programa y los planes para emitir episodios de manera gratuita a través del canal de YouTube. Entre los miembros confirmados del equipo se encontraban Carenza Lewis, John Gater, Helen Geake, Stewart Ainsworth, Raysan Al-Kubaisi, Neil Emmanuel, Naomi Sewpaul, Matt Williams, Henry Chapman, Dani Wootton, Brigid Gallagher, Neil Holbrook, Suzannah Lipscomb, Jimmy Adcock, Natalie Haynes, Derek Pitman, Lawrence Shaw, Pete Spencer y varios miembros del equipo de producción que también regresaban.
En septiembre de 2021, se anunció que Gus Casely-Hayford y Natalie Haynes presentarían el nuevo programa.
La temporada 21 contó con dos episodios de tres partes, cada uno de los cuales cubría una nueva excavación realizada en el 2021. El primero de estos episodios, que se estrenó entre el 18 y el 20 de marzo de 2022, cubría la excavación de un asentamiento de la Edad del Hierro en la península The Lizard, en el sur de Cornualles. El segundo episodio se estrenó entre el 8 y el 10 de abril de 2022 y presentó la excavación de una villa romana en los terrenos del Castillo de Broughton, en Oxfordshire, que había sido descubierta en el 2016 por Keith Westcott, arqueólogo amateur y aficionado a la búsqueda de tesoros con detector de metales.
Time Team regresó al Castillo de Broughton para responder preguntas relacionadas con un misterioso sarcófago de piedra. La primera parte de este episodio en dos partes se estrenó el 22 de diciembre de 2022.
Otros episodios se estrenaron en 2023 y 2024:
- 24 de marzo de 2023: Halston Hall, Shropshire (tres partes)
- 1 de abril de 2023: Grecia Central (dos partes)
- 10 de junio de 2023: naufragio cerca de la Isla de Purbeck, Dorset (una parte)
- 30 de junio de 2023: Diss, Norfolk (tres partes)
- 5 de abril de 2024: Modbury, Devon (tres partes)

El 8 de marzo de 2024, el canal de YouTube de Time Team anunció planes para excavar el sitio de Sutton Hoo, cerca de Woodbridge (Suffolk), en junio de 2024. Tony Robinson presentará un largometraje documental sobre la excavación, que se estrenará en 2025.

## Música
Paul Greedus compuso el tema musical original del programa. Además, Steve Day compuso la mayoría de las piezas de acompañamiento y los temas principales del programa, así como también para muchos episodios especiales (Dinosaur Hunting in Montana, D-Day, The Big Dig, entre otros).

## Otros formatos

### Time Team's Big Dig
Time Team's Big Dig fue una ampliación del formato en directo. En junio del 2003, a una semana de programas cortos diarios le seguía un fin de semana de transmisiones en directo. Alrededor de mil personas del público participaron en la excavación de fosas de prueba, cada una con un área de un metro cuadrado y una profundidad de cincuenta centímetros. La mayoría de estas fosas estaban ubicadas en jardines privados, por lo que el proyecto provocó controversias acerca de la forma de enfocar la arqueología comunitaria.

### Time Team's Big Roman Dig
Este formato se cambió con Time Team's Big Roman Dig (2005), en un intento por evitar las controversias anteriores, mediante la cobertura de nueve yacimientos arqueológicos en el Reino Unido que ya estaban siendo investigados por arqueólogos profesionales. Time Team le dio cobertura a la acción mediante conexiones en directo desde la villa romana de Dinnington, en Somerset, que a su vez ya Time Team había excavado en el 2003. Más de 60 excavaciones supervisadas por profesionales contaron con el apoyo del equipo de Time Team y se llevaron a cabo en todo el país en asociación con el programa. Otro centenar de actividades relacionadas con la historia romana fueron llevadas a cabo por escuelas y otras instituciones de todo el Reino Unido.

### Time Team Specials
Los episodios especiales Time Team Specials son documentales acerca de temas de historia y arqueología realizados por la misma compañía productora. Robinson es quien los presenta, por lo general, y suelen contar con uno o más de los rostros conocidos del programa regular de Time Team. En algunos casos, los realizadores del programa han seguido el proceso de descubrimiento en una gran excavación de naturaleza comercial o de investigación llevada a cabo por otro organismo, tal como la que se realizó para conmemorar el 90 aniversario del final de la Primera Guerra Mundial en el refugio subterráneo conocido como Vampyr en Bélgica. Time Team no suele realizar excavaciones para estos programas, pero es posible que contribuya con una reconstrucción.

### Otros

#### Time Team Digs
La serie derivada Time Team Digs (también conocido como Time Team Digs: A History of Britain) (2002) contiene ocho episodios que resaltan lo aprendido en excavaciones anteriores. Cada episodio se concentra en un período histórico, desde la Edad del Bronce hasta la época moderna.

#### Behind the Scenes at Time Team
Behind the Scenes at Time Team (2001) muestra las reuniones de los arqueólogos y el material que no se había transmitido durante el episodio de la excavación.

#### 10 Years of Time Team
10 Years of Time Team (2002) presenta un resumen de lo que ha ocurrido en Time Team en los últimos 10 años y lo que el equipo espera que ocurra en el futuro.

#### Sitio web
El sitio web de Time Team (cuyo editor es Steve Platt) ganó un premio BAFTA al entretenimiento interactivo (basado en hechos reales) en el 2002.

## Influencia
A Time Team se le atribuye el mérito de promover la arqueología en el Reino Unido. En un informe del 2008 elaborado por la organización benéfica English Heritage, un grupo de trabajo de especialistas en el período Paleolítico reconoció la importancia del programa para promoting public awareness  de este período histórico en Gran Bretaña, algo que, según este grupo, había que fomentar.